# دون إلستون
دون إلستون (بالإنجليزية: Don Elston)‏ هو لاعب كرة قاعدة أمريكي، ولد في 6 أبريل 1929 في Campbellstown, Ohio ‏ في الولايات المتحدة، وتوفي في 2 يناير 1995 في أرلينغتون هايتس في الولايات المتحدة.

## وصلات خارجية
- دون إلستون على موقع دوري كرة القاعدة الرئيسي (الإنجليزية)
- دون إلستون على موقعبيزبول رفرنس.كوم (الدوري الرئيسي) (الإنجليزية)
- دون إلستون على موقعبيزبول رفرنس.كوم (الدوري الثانوي) (الإنجليزية)